# 岡山市立三門小学校
岡山市立三門小学校（おかやましりつ みかどしょうがっこう）（通称：三門小）は、岡山県岡山市北区下伊福西町にある岡山市立小学校。文部科学省コミュニティ・スクール指定校。

## 概要
岡山市立三門小学校は、岡山県岡山市下伊福西町にある小学校であり、1952年に創設された。
三門学区には、「古代山陽道」跡が現存。奈良時代、中国に学んで都と大宰府を結ぶ「一級幹線」が整備され、外国特使や高級官人の行き来があった。まだ平野部は海だったところが多く、三門、万成、大安寺にわたる岡山西北部の山魂が「岩井島」と呼ばれる。江戸時代には「西国街道」と呼ばれ、参勤交代の道となり、街道沿いには「三門だんご」「三門刻みたばこ」を売る茶屋があった。
2007年7月31日に文部科学省のコミュニティ・スクールに指定される。

## 沿革

### 経緯
岡山市立石井小学校より分離され、1952年に開校された。開校当時は、新一年生63名、新二年生89名。

### 年表
- 1952年
  - 4月1日 - 岡山市立三門小学校として創立
- 1953年
  - 4月 - 岡山市立三門小学校開校
  - 5月 - 新校舎竣工２日開校式典挙行
- 1954年8月 - 本館東校舎竣工
- 1957年10月 - 講堂兼体育館落成記念挙式
- 1961年9月 - 運動場拡張完工（５００坪,、PTA10周年事業）
- 1962年11月 - 創立10周年記念式典挙行
- 1965年11月 - 全国放送教育研究大会岡山大会
- 1969年3月 - 南館鉄筋校舎増築竣工
- 1972年11月 - 創立20周年記念式典挙行
- 1978年11月 - 岡山市小学校教育研究会算数部会研究発表会
- 1982年
  - 2月 - 屋内体操場竣工式挙行
  - 11月 - 創立30周年記念式典挙行
- 1990年1月 - 北館鉄筋校舎、給食室、中庭竣工式挙行
- 1992年5月 - 創立40周年記念式典挙行
- 1996年
  - 4月 - 特別支援学級開設（知的）
  - 11月 - 全日本健康推進学校表彰会より「すこやか賞」受賞
- 1997年1月 - 岡山県教育委員会より「特別健康推進学校」受賞。「すこやか賞」受賞記念碑設立
- 2002年
  - 3月 - 教育相談室設置
  - 11月 - 創立50周年記念式典挙行
- 2004年10月 - 岡山市教育委員会より「地域協働学校づくり」事業の指定
- 2007年4月 - 文科省より「コミュニティースクール推進事業」を委託
- 2008年12月 - 岡山市人権教育推進指定事業
- 2012年5月 - 創立60周年記念式典挙行
- 2013年1月 - 岡山県学校安全推進学校表彰

## 通学区域
- 岡山市北区[2]
  - 津倉町２丁目（１番～３番・４番１号～３号）
  - 三門東町（１番～５番・６番１号～６号・８番）
  - 三門中町
  - 三門西町
  - 岩井宮裏
  - 関西町
  - 葵町
  - 岩井１丁目
  - 岩井２丁目
  - 下伊福上町
  - 下伊福本町
  - 下伊福西町
  - 下伊福１丁目
  - 下伊福２丁目
  - 西崎本町
  - 西崎１丁目
  - 西崎２丁目
  - 高柳東町
  - 高柳西町
  - 大安寺南町１丁目（１番の一部・２番～６番・１２番・１３番）

## 進学先中学校
- 岡山市立石井中学校

## 学区の主な施設
- 備前三門駅
- 関西高等学校
- 創志学園高等学校
- 三門小学校若草クラブ
- 三門保育園
- 三門幼稚園
- みかど貴ッズ保育園
- 岩井保育園
- 三門児童センター
- 岡西公民館

## 交通
- JR西日本吉備線備前三門駅を出て、南へ約３分。

## 著名な出身者

### 芸術
- 原田マハ（小説家・キュレーター）

## 通学区域が隣接している学校
- 岡山市立石井小学校
- 岡山市立伊島小学校
- 岡山市立大野小学校
- 岡山市立大元小学校